# 名探偵ティミー
『名探偵ティミー』（原題:Timmy Failure: Mistakes Were Made）は2020年に配信されたアメリカ合衆国のファンタジー映画である。監督はトム・マッカーシー、主演はウィンズロウ・フェグリーが務めた。本作はステファン・パスティスが2013年に発表した小説『Timmy Failure: Mistakes Were Made』を原作としている。

## 概略
オレゴン州ポートランド。11歳の少年、ティミー・フェイラーは町一番の探偵を自称しており、トータル・フェイラーという探偵会社を立ち上げていた。ティミーは相棒のホッキョクグマ（トータル）と一緒に町の安全を守るべく奮闘していた。そんなある日、ティミーが愛用していたセグウェイが行方不明になるという事件が発生した。事件の背後に陰謀の存在をかぎ取ったティミーは、親友のロロをも巻き込んで捜査に乗り出すのだった。

## キャスト
※括弧内は日本語吹替
- ティミー・フェイラー - ウィンズロウ・フェグリー（斎藤汰鷹）
- パティ・フェイラー - オフィリア・ラヴィボンド（小松由佳）
- ミスター・ジェンキンス - クレイグ・ロビンソン（金光宣明）
- ロロ・トゥカス - ケイ（山崎智史）
- コリーナ・コリーナ - アイ＝チャン・キャリアー（梅崎音羽）
- モリー・モスキンス - クロエ・コールマン（鎌田英怜奈）
- フレデリック・クロッカス - ウォーレス・ショーン（塾一久）
- フロー - ケイトリン・ウェイアハウザー (鶏冠井美智子)
- ガナー・ランズマン - サンティアゴ・ヴェイザガ (高橋玲生)
- マキソン・ジェリーバーカー - ルビー・マテンコ (太田梨香子)
- ケイブ・ランズマン - クリス・マルティネス (鵜澤正太郎)
- ノヴァチェック - ニコール・アンソニー (小若和郁那)
- トゥーカス夫人 - キンバリー・ハワード (高瀬友)
- その他の日本語吹き替え‐東内マリ子、喜多田悠、橋本信明、松本惣己、内野孝聡、本間沙智子、石原辰巳

## 製作
2017年4月25日、ディズニーがステファン・パスティスの小説『Timmy Failure: Mistakes Were Made』の映画化を進めており、トム・マッカーシーに監督のオファーが出ていると報じられた。2018年2月8日、本作がDisney+で配信されるとの発表があった。7月、オフィリア・ラヴィボンドが起用された。2019年1月24日、クレイグ・ロビンソンがキャスト入りした。

### 撮影
本作の主要撮影は2018年6月27日にブリティッシュコロンビア州のサレーで始まり、同年9月8日に終了した。撮影はオレゴン州ポートランドでも行われた。
2019年7月9日、ロルフ・ケントが本作で使用される楽曲を手掛けるとの報道があった。

## 公開・マーケティング
2020年1月7日、本作のオフィシャル・トレイラーが公開された。25日、本作はサンダンス映画祭でプレミア上映された。
2023年5月、ウォルト・ディズニー・カンパニーは動画配信事業における赤字を削減するため、一部作品の配信を今後取り止めることを表明。同月に配信打ち切り予定作品のリストが社内に公開され、本作品もその対象に入っていることが報じられた。その後、同月27日3時（アメリカ東部標準時）にDisney+から本作品が削除された。

## 評価
本作は批評家から高く評価されている。映画批評集積サイトのRotten Tomatoesには26件のレビューがあり、批評家支持率は88%、平均点は10点満点で7.36点となっている。サイト側による批評家の見解の要約は「ストーリーがハイペースで進み、万人受けする面白い映画に仕上がっている。絶妙なユーモアとホッキョクグマ―彼が登場する頻度は多すぎることも少なすぎることもない―のお陰で、『名探偵ティミー』は観客に想像力の素晴らしさを教えている。」となっている。また、Metacriticには9件のレビューがあり、加重平均値は60/100となっている。